# Shodan (weboldal)
A Shodan olyan keresőmotor, amely lehetővé teszi a felhasználók számára, hogy különböző szűrők segítségével különböző típusú, az internethez csatlakozó szervereket (webkamerák, routerek, szerverek stb.) keressenek. Egyesek úgy is jellemezték, mint a szolgáltatás bannerek keresőmotorját, amelyek olyan metaadatok, amelyeket a szerver visszaküld az ügyfélnek.  Ez lehet információ a szerverszoftverről, arról, hogy milyen opciókat támogat a szolgáltatás, üdvözlő üzenet vagy bármi más, amit az ügyfél megtudhat, mielőtt kapcsolatba lépne a szerverrel. 
A Shodan főként webszervereken (HTTP/HTTPS – 80, 8080, 443, 8443 portok), valamint FTP (21-es port), SSH (22-es port), Telnet (23-as port), SNMP (161-es port), IMAP (143-as vagy (titkosított) 993-as port), SMTP (25-ös port), SIP (5060-as port), és Real Time Streaming Protocol (RTSP, 554-es port) gyűjti az adatokat. Ez utóbbi a webkamerákhoz és azok videostreamjéhez való hozzáférésre használható.
2009-ben indította útjára John Matherly számítógépes programozó, akiben 2003-ban fogant meg az internethez kapcsolódó eszközök keresésének ötlete. A Shodan név a System Shock videojáték-sorozat egyik szereplőjére, SHODAN-ra utal.

## Háttér
A weboldal Matherly kedvenc projektjeként indult, és azon a tényen alapult, hogy nagyszámú eszköz és számítógépes rendszer csatlakozik az internethez. A Shodant azóta olyan rendszerek megtalálására használták, mint a vízművek, az elektromos hálózatok és egy ciklotron vezérlőrendszerei. Valamint nukleáris telephelyek vezérlő szoftverei.

## Sajtóvisszhang
2013 májusában a CNN Money közzétett egy cikket, amelyben részletezte, hogyan lehet a Shodan segítségével veszélyes rendszereket találni az interneten, beleértve a közlekedési lámpák vezérlését is. Képernyőmentéseket mutattak ezekről a rendszerekről, amelyek a csatlakozáskor a "DEATH MAY OCCUR !!!" figyelmeztető bannert adták.
2013 szeptemberében a Shodanra hivatkozott egy Forbes cikk, amelyben azt állították, hogy a TRENDnet biztonsági kamerák biztonsági hibáinak megtalálására használták. Másnap a Forbes egy második cikkel folytatta, amelyben a Shodan segítségével fellelhető dolgokról beszélt. Ezek közé tartoztak a Caterpillar teherautók, amelyek fedélzeti felügyeleti rendszereihez hozzá lehetett férni, bankok, egyetemek és vállalati óriások fűtés- és biztonsági vezérlőrendszerei, térfigyelő kamerák és magzati szívmonitorok.
2015 decemberében különböző hírportálok, köztük az Ars Technica arról számoltak be, hogy egy biztonsági kutató a Shodan segítségével több ezer rendszeren azonosította az elérhető MongoDB adatbázisokat, többek között a MacKeeper macOS biztonsági eszköz fejlesztője, a Kromtech által üzemeltetett rendszerben.
A weboldal átfésüli az internetet a nyilvánosan elérhető, esetleg sérült biztonságú eszközök után. A Shodan jelenleg tíz találatot biztosít a fiók nélküli felhasználóknak, és ötvenet a fiókkal rendelkezőknek. Ha a felhasználók fel akarják oldani a korlátozást, meg kell indokolniuk és díjat kell fizetniük.  A Shodan elsődleges felhasználói a kiberbiztonsági szakemberek, kutatók és bűnüldöző szervek. Bár a kiberbűnözők is használhatják a weboldalt, egyesek hozzáférnek olyan botnetekhez, amelyek ugyanezt a feladatot észrevétlenül el tudják végezni. A kiberbűnözők körében elterjedt szórakozás az úgynevezett "Shodan Safari" ami a sebezhető rendszerek Twitteren történő megosztását jelenti akár képileg akár csak írásban. A hackerek a tweetjüket ellátják egy #shodansafari taggel, és ezzel részt vesznek a "játékban". 

## A populáris kultúrában
A Shodan 2017 októberében szerepelt a Mr. Robot című amerikai sorozatban, valamint a MacGyver 2016 1. évad, 1. epizódjában. 

## Fordítás
- Ez a szócikk részben vagy egészben  a   Shodan (website) című angol Wikipédia-szócikk ezen változatának fordításán alapul.  Az eredeti cikk szerkesztőit annak laptörténete sorolja fel. Ez a jelzés csupán a megfogalmazás eredetét és a szerzői jogokat jelzi, nem szolgál a cikkben szereplő információk forrásmegjelöléseként.